# Lliga neerlandesa de futbol 1920-21
La Lliga neerlandesa de futbol de 1920–1921 va ser disputada per 43 equips que participaven en quatre divisions. El campió nacional es determinaria mitjançant un play-off entre els guanyadors de les divisions de futbol oriental, nord, meridional i occidental dels Països Baixos. El NAC Breda va guanyar el campionat derrotant el Be Quick 1887, l'AFC Ajax i el Go Ahead.

## Nous equips
Eerste Klasse Est:
- Ascendit de 2a Divisió: TSV Theole

Eerste Klasse Nord:
- Ascendit de 2a Divisió: GVV Groningen

Eerste Klasse Sud:
- Ascendits de 2a Divisió: BVV Den Bosch i SV DOSKO

Eerste Klasse Oest:
- Ascens de 2a Divisió: De Spartaan

## Divisions

### Eerste Klasse Est
| Pos | Equip            | PJ | PG | PE | PP | GF | GC | DG  | Pts | Classificació o descens                |
| --- | ---------------- | -- | -- | -- | -- | -- | -- | --- | --- | -------------------------------------- |
| 1   | Go Ahead         | 18 | 14 | 3  | 1  | 49 | 10 | +39 | 31  | Classificat pel play-off pel campionat |
| 2   | SC Enschede      | 18 | 12 | 4  | 2  | 54 | 22 | +32 | 28  |                                        |
| 3   | Quick Nijmegen   | 18 | 8  | 3  | 7  | 34 | 33 | +1  | 19  |                                        |
| 4   | Vitesse Arnhem   | 18 | 8  | 2  | 8  | 38 | 34 | +4  | 18  |                                        |
| 5   | HVV Hengelo      | 18 | 5  | 7  | 6  | 19 | 26 | −7  | 17  |                                        |
| 6   | ZAC              | 18 | 6  | 4  | 8  | 30 | 28 | +2  | 16  |                                        |
| 7   | Theole           | 18 | 7  | 1  | 10 | 22 | 38 | −16 | 15  |                                        |
| 8   | Be Quick Zutphen | 18 | 6  | 2  | 10 | 21 | 41 | −20 | 14  |                                        |
| 9   | Koninklijke UD   | 18 | 5  | 2  | 11 | 21 | 31 | −10 | 12  |                                        |
| 10  | HVV Tubantia     | 18 | 4  | 2  | 12 | 21 | 46 | −25 | 10  | Descendit a 2a Divisió                 |

### Eerste Klasse Nord
| Pos | Equip           | PJ | PG | PE | PP | GF | GC | DG  | Pts | Classificació o descens                |
| --- | --------------- | -- | -- | -- | -- | -- | -- | --- | --- | -------------------------------------- |
| 1   | Be Quick 1887   | 18 | 16 | 2  | 0  | 88 | 19 | +69 | 34  | Classificat pel play-off pel campionat |
| 2   | WVV Winschoten  | 18 | 11 | 5  | 2  | 47 | 24 | +23 | 27  |                                        |
| 3   | Velocitas 1897  | 18 | 10 | 5  | 3  | 44 | 19 | +25 | 25  |                                        |
| 4   | Achilles 1894   | 18 | 8  | 3  | 7  | 32 | 33 | −1  | 19  |                                        |
| 5   | LAC Frisia 1883 | 18 | 6  | 5  | 7  | 20 | 25 | −5  | 17  |                                        |
| 6   | GSAVV Forward   | 18 | 6  | 2  | 10 | 21 | 36 | −15 | 14  |                                        |
| 7   | Veendam         | 18 | 4  | 5  | 9  | 21 | 42 | −21 | 13  |                                        |
| 8   | MVV Alcides     | 18 | 5  | 2  | 11 | 31 | 49 | −18 | 12  |                                        |
| 9   | GVV Groningen   | 18 | 3  | 4  | 11 | 14 | 48 | −34 | 10  |                                        |
| 10  | HSC             | 18 | 4  | 1  | 13 | 23 | 46 | −23 | 9   | Descendit a 2a Divisió                 |

### Eerste Klasse Sud
| Pos | Equip                | PJ | PG | PE | PP | GF | GC | DG  | Pts | Classificació o descens                |
| --- | -------------------- | -- | -- | -- | -- | -- | -- | --- | --- | -------------------------------------- |
| 1   | NAC Breda            | 20 | 17 | 3  | 0  | 64 | 8  | +56 | 37  | Classificat pel play-off pel campionat |
| 2   | MVV Maastricht       | 20 | 14 | 2  | 4  | 50 | 23 | +27 | 30  |                                        |
| 3   | NOAD                 | 20 | 10 | 5  | 5  | 30 | 17 | +13 | 25  |                                        |
| 4   | Willem II            | 20 | 10 | 2  | 8  | 37 | 30 | +7  | 22  |                                        |
| 5   | Bredania             | 20 | 9  | 4  | 7  | 28 | 25 | +3  | 22  |                                        |
| 6   | VVV Venlo            | 20 | 8  | 4  | 8  | 25 | 33 | −8  | 20  |                                        |
| 7   | BVV Den Bosch        | 20 | 7  | 5  | 8  | 21 | 24 | −3  | 19  |                                        |
| 8   | CVV Velocitas        | 20 | 7  | 2  | 11 | 29 | 39 | −10 | 16  |                                        |
| 9   | SV DOSKO             | 20 | 4  | 7  | 9  | 20 | 40 | −20 | 15  |                                        |
| 10  | RKVV Wilhelmina      | 20 | 6  | 2  | 12 | 35 | 43 | −8  | 14  |                                        |
| 11  | Zeelandia Middelburg | 20 | 0  | 0  | 20 | 8  | 65 | −57 | 0   | Descendit a 2a Divisió                 |

### Eerste Klasse Oest
| Pos | Equip               | PJ | PG | PE | PP | GF | GC | DG  | Pts | Classificació o descens                |
| --- | ------------------- | -- | -- | -- | -- | -- | -- | --- | --- | -------------------------------------- |
| 1   | AFC Ajax            | 22 | 18 | 1  | 3  | 50 | 20 | +30 | 37  | Classificat pel play-off pel campionat |
| 2   | Blauw-Wit Amsterdam | 22 | 14 | 3  | 5  | 40 | 20 | +20 | 31  |                                        |
| 3   | HBS Craeyenhout     | 22 | 11 | 4  | 7  | 37 | 23 | +14 | 26  |                                        |
| 4   | UVV Utrecht         | 22 | 11 | 4  | 7  | 38 | 35 | +3  | 26  |                                        |
| 5   | De Spartaan         | 22 | 10 | 2  | 10 | 33 | 39 | −6  | 22  |                                        |
| 6   | HFC Haarlem         | 22 | 10 | 1  | 11 | 39 | 31 | +8  | 21  |                                        |
| 7   | HVV Den Haag        | 22 | 9  | 3  | 10 | 41 | 36 | +5  | 21  |                                        |
| 8   | VOC                 | 22 | 7  | 6  | 9  | 33 | 42 | −9  | 20  |                                        |
| 9   | DFC                 | 22 | 8  | 2  | 12 | 29 | 34 | −5  | 18  |                                        |
| 10  | VVA Amsterdam       | 22 | 8  | 1  | 13 | 30 | 50 | −20 | 17  |                                        |
| 11  | Sparta Rotterdam    | 22 | 6  | 3  | 13 | 23 | 36 | −13 | 15  | Descendit a 2a Divisió                 |
| 12  | AFC                 | 22 | 4  | 2  | 16 | 19 | 46 | −27 | 10  | Descendit a 2a Divisió                 |

### Eliminatòria pel campionat
| Pos | Equip         | PJ | PG | PE | PP | GF | GC | DG  | Pts |  | NAC | BEQ | AJA | GOA |
| --- | ------------- | -- | -- | -- | -- | -- | -- | --- | --- |  | --- | --- | --- | --- |
| 1   | NAC Breda     | 6  | 4  | 0  | 2  | 13 | 8  | +5  | 8   |  |     | 0–2 | 2–0 | 3–1 |
| 2   | Be Quick 1887 | 6  | 3  | 1  | 2  | 11 | 11 | 0   | 7   |  | 4–3 |     | 1–0 | 1–1 |
| 3   | AFC Ajax      | 6  | 3  | 0  | 3  | 14 | 9  | +5  | 6   |  | 1–2 | 3–2 |     | 5–2 |
| 4   | Go Ahead      | 6  | 1  | 1  | 4  | 8  | 18 | −10 | 3   |  | 0–3 | 4–1 | 0–5 |     |